# Benoît Audran der Ältere

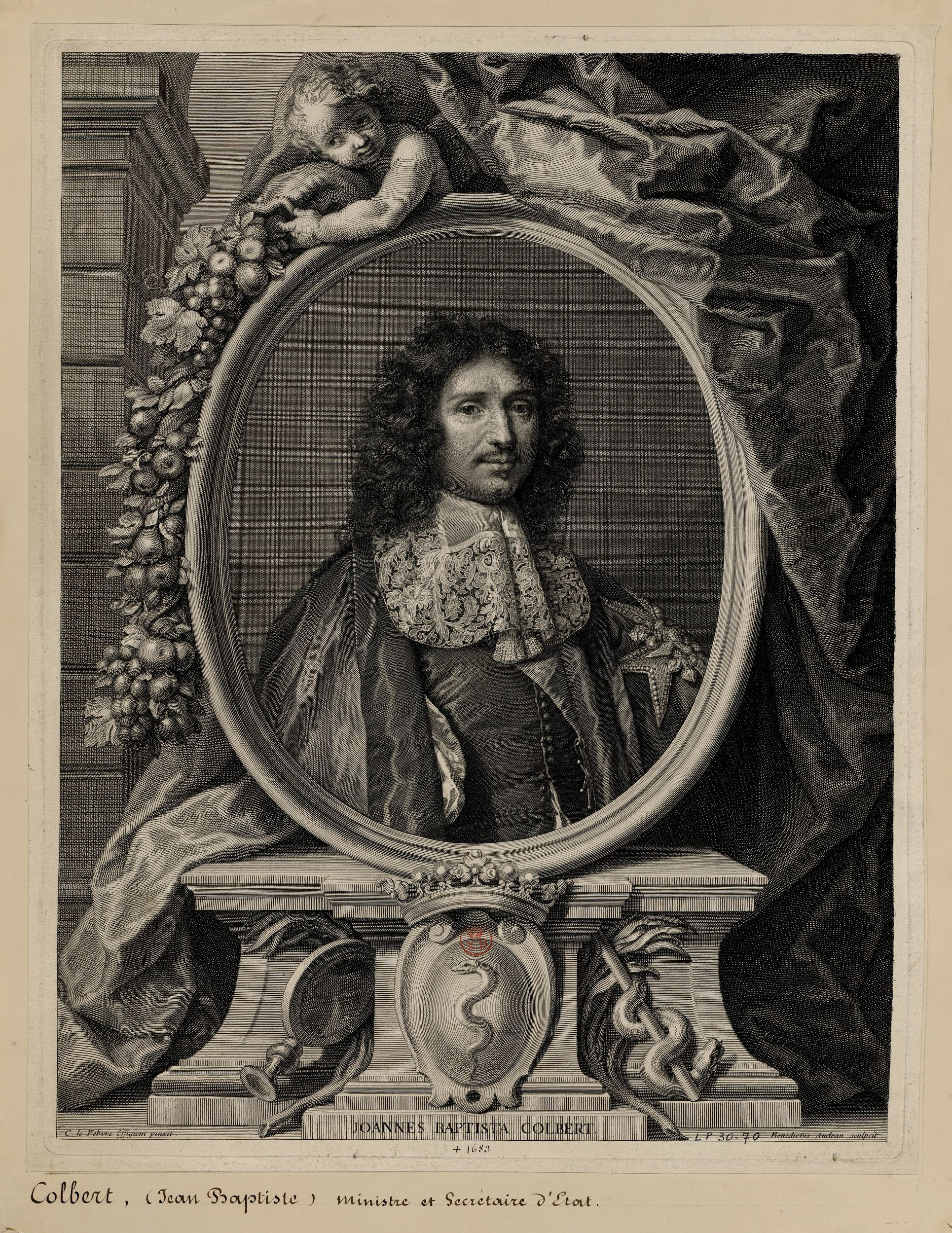
Portrait de Jean-Baptiste Colbert von Benoît Audran der Ältere nach Claude Lefèbvre (1676).

Benoît Audran der Ältere (* 22. November 1661 in Lyon; † 2. Oktober 1721 in Louzouer, Département Loiret) war ein französischer Kupferstecher.
Er und seine Brüder Claude Audran III und Jean Audran waren Söhne des Kupferstechers Germain Audran (* 6. Dezember 1631 in Lyon; † 4. Mai 1710 ebenda; ältester Sohn des Claude Audran I).
Er war ein Schüler seines Onkels Gérard Audran. Sein Œuvre umfasst über 200 Stiche. Er fertigte neben Reproduktionen nach Charles Le Brun, François Verdier, Eustache Le Sueur und Pierre Mignard auch zahlreiche Vignetten für Bücher, wie 1718 zu Daphnis und Chloe. 
1709 wurde er an der Königlichen Akademie aufgenommen, mit einem Porträt des Jean-Baptiste Colbert nach Claude Lefèbvre (1633–1675) und Raising of the Cross  nach Lebrun. 